# Église Saint-Pierre de Saint-Pierre-d'Exideuil
L'église Saint-Pierre de Saint-Pierre-d'Exideuil est un édifice religieux situé sur la commune de Saint-Pierre-d'Exideuil, en France.

## Généralités
L'église est située sur le territoire de la commune de Saint-Pierre-d'Exideuil, dans le département de la Vendée, en région Nouvelle-Aquitaine, en France. L'église est située au centre d'un cimetièreet possède des tombes à chevalets. Elle fait partie de la paroisse Saint-Sauveur en Civraisien, de l'Archidiocèse de Poitiers.

## Historique
L'église est citée des 892 comme dépendance de l'abbaye de Nouaillé. L'église actuelle est construite à partir du XIe siècle. Endommagé durant les guerres de Religions, elle subit plusieurs campagnes de restaurations en 1693 (mur et arc triomphal), 1737 (campanile) et 1752 (Voûte et abside).
Elle devient église paroissiale en 1844.
L'église est classée au titre des monuments historiques par arrêté du 21 décembre 1904.

## Architecture
De style roman, l'église a un plan simple à nef unique à quatre travées, longue et étroite et de dimensions de 26,30 m sur 6,20 m. Son abside est semi circulaire avec voûte en cul de four, et des modillons à caractères « obscènes » ornent le chevet et le mur sud,. Les arcs doubleaux de la voûte sont supportés par des colonnes rondes peu décorées.

## Mobilier
Des éléments mobiliers de l'église sont classés à titre objet : une statue de Vierge à l'enfant, une cloche datée de 1752 ou 1762,. 
Sont également présents, un tabernacle et retable du XVIIIe siècle, ainsi qu'un bénitier en marbre issu de la région

## Galerie

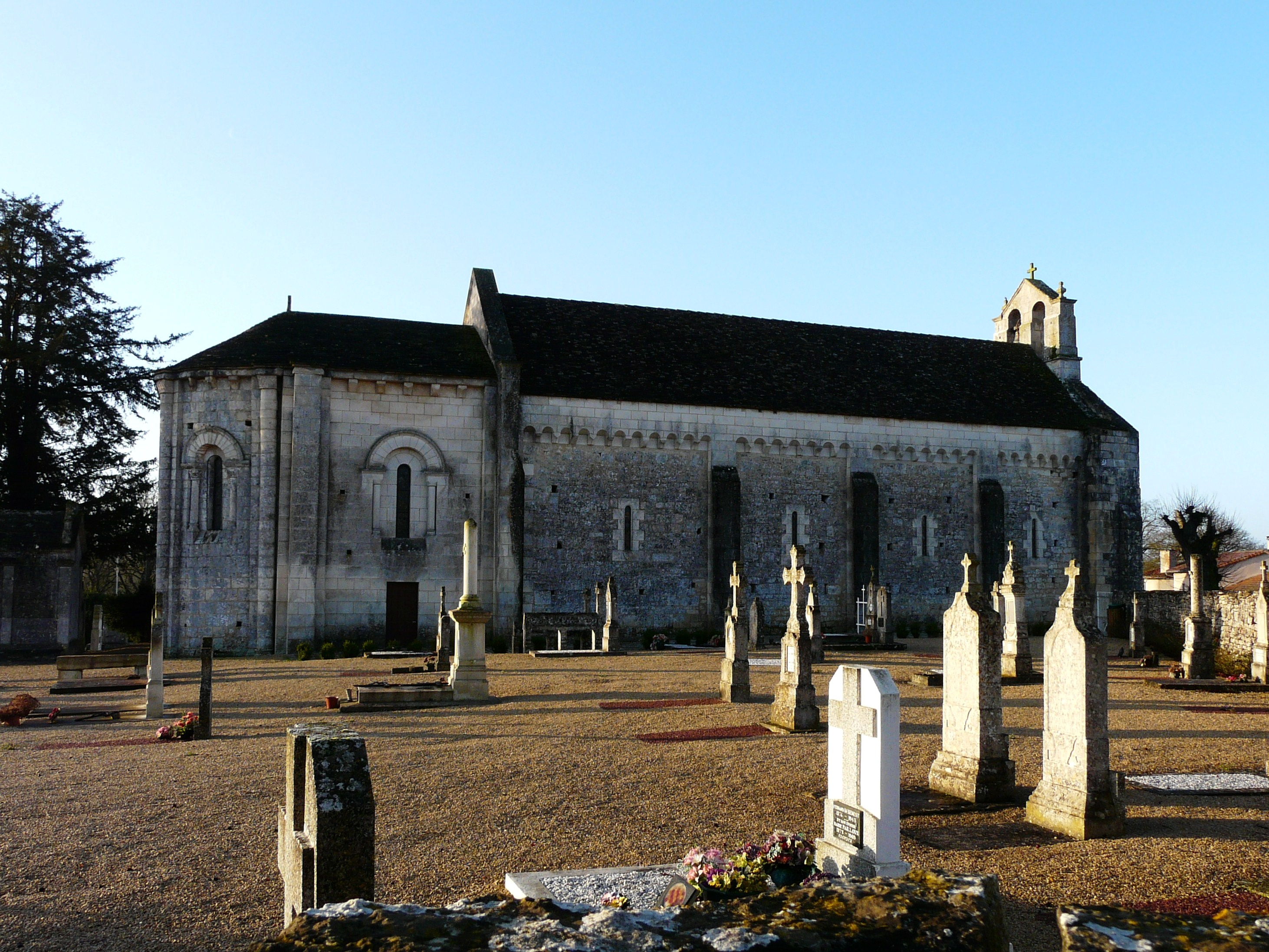
Extérieur
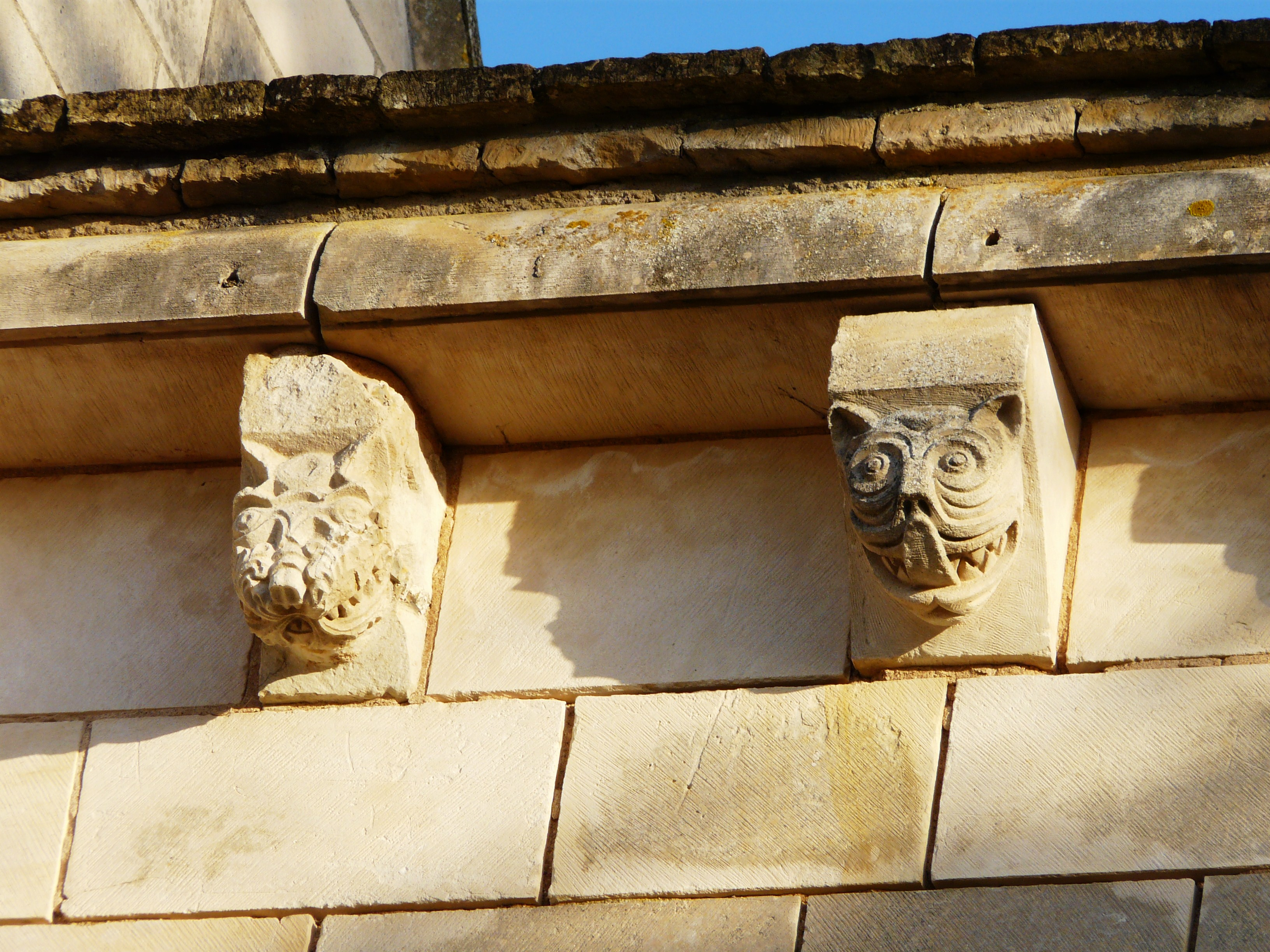
Modillons
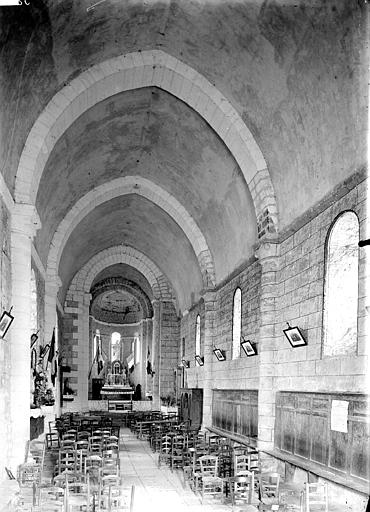
Intérieur